# Застава Монтсерата
Застава Монтсерата је прихваћена 10. априла 1909. године. Састоји се од плавог знака са заставом Велике Британије у горњем левом углу и грба Монтсерата. На грбу се налази Ерин, женска персонификација Ирске и златна харфа још један од ирских симбола. Ово одражава претежно ирско порекло колонизатора. 
Гувернер Монтсерата користи заставу Велике Британије.  